# Zračna luka Klagenfurt
Zračna luka Klagenfurt (IATA: KLU, ICAO: LOWK) je manja međunarodna zračna luka u Koruškoj. Nalazi se samo 2,8 km sjeverno-sjeveroistočno od centra Klagenfurta. 